# Fritz Schönebeck
Fritz Schönebeck (* 25. März 1903 in Zehden; † 14. April 1978) war ein deutscher Parteifunktionär der DDR-Blockpartei NDPD. Er war Vorsitzender des Bezirksvorstandes Schwerin der NDPD.

## Leben
Schönebeck war Stellmacher von Beruf und arbeitete später als Versicherungsanwärter in Stettin. Er wurde im Mai 1937 Mitglied der NSDAP. Als Berufsoffizier der Wehrmacht nahm er am Krieg gegen die Sowjetunion teil. Er geriet als Oberstleutnant in sowjetische Kriegsgefangenschaft und besuchte dort eine Antifa-Schule. 
1948 trat er der NDPD bei und war ab 1951 Stadtrat in Potsdam sowie Vorsitzender des NDPD-Kreisvorstandes Potsdam. 1951/1952 fungierte er als politischer Geschäftsführer des NDPD-Landesvorstandes Brandenburg. Von 1955 bis 1956 war er politischer Geschäftsführer des Bezirksvorstandes Neubrandenburg der NDPD. Von 1956 bis 1969 war er Vorsitzender des Bezirksvorstandes Schwerin der NDPD sowie Abgeordneter des Bezirkstages Schwerin. Seit 1951 gehörte er als Mitglied dem NDPD-Hauptausschuss an.

## Auszeichnungen
- Vaterländischer Verdienstorden in Bronze (1959) und in Silber (1968)[1]
- Ernst-Moritz-Arndt-Medaille